# André Gorz
Pour les articles homonymes, voir Michel Bosquet, Bosquet (homonymie), Horst et Hirsch.
André Gorz, de son vrai nom Gérard Horst, né Gerhart Hirsch le 9 février 1923 à Vienne et mort le 22 septembre 2007 à Vosnon (Aube), est un philosophe et journaliste français.
Sa pensée oscille entre philosophie, théorie politique et critique sociale. Disciple de l'existentialisme de Jean-Paul Sartre, puis admirateur d'Ivan Illich, il devient dans les années 1970 l'un des principaux théoriciens de l'écologie politique et de la décroissance. Il est cofondateur en 1964 du Nouvel Observateur, sous le pseudonyme de Michel Bosquet, avec Jean Daniel.

## Vie et philosophie
Né à Vienne (Autriche) le 9 février 1923 sous le nom de Gerhart Hirsch, André Gorz est le fils d’un industriel du bois juif, Robert Hirsch, et d’une secrétaire catholique, Maria Starka, issue d’un milieu artistique. Si ses parents n’expriment pas un grand sens d’identité nationale ou religieuse, il est élevé dans un contexte antisémite qui amène son père à changer son nom en 1930 puis à se faire baptiser dans la religion catholique. Son fils s'appelle désormais Gerhart Horst.

### Marxisme et existentialisme
En 1939, peu après l'annexion de l'Autriche par l'Allemagne nazie, il part en Suisse orientale avec sa mère qui le place dans un internat, le select Lyceum Alpinum de Zuoz (canton des Grisons), pour éviter une éventuelle mobilisation future dans l’armée allemande. Il y obtient son baccalauréat, puis, installé en Suisse romande à partir de 1941, il sort de l'université de Lausanne en 1945 avec un diplôme d’ingénieur chimiste. Il participe à cette époque aux rencontres de la société d'étudiants de Belles-Lettres et porte surtout un intérêt à la phénoménologie d'Edmund Husserl et à l’œuvre de Sartre. Sa rencontre avec ce dernier à Lausanne l’année suivante marque alors sa formation intellectuelle.
Débutant dans la vie active comme traducteur de nouvelles américaines chez un éditeur suisse, il publie ses premiers articles dans un journal de gauche de Lausanne, Servir. En juin 1949, il emménage à Paris où il travaille d’abord au secrétariat international du Mouvement des Citoyens du Monde, puis comme secrétaire privé d’un attaché militaire de l’ambassade d’Inde. Son entrée à Paris-Presse en 1951 marque ses débuts dans le journalisme. Il y prend le pseudonyme de Michel Bosquet et y fait la connaissance d’un chroniqueur, Jean-Jacques Servan-Schreiber qui, en 1955, le recrute comme journaliste économique à L'Express. En 1949, il se marie avec Doreen Keir, née à Londres le 12 avril 1924, et qu'il a connue à Lausanne deux ans auparavant. Il obtient la nationalité française en 1957.
Parallèlement, il fréquente Sartre et adopte une interprétation existentialiste du marxisme qui l’amène à accorder une place centrale aux questions d’aliénation et de libération, le tout dans le cadre d’une réflexion dont le fil conducteur est l’attachement à l’expérience existentielle et à l’analyse des systèmes sociaux du point de vue du vécu individuel. Ces références à la phénoménologie et à l’existentialisme sartrien constituent les fondements philosophiques de ses premiers écrits. Dans les Fondements pour une morale (1977, publiés plus de vingt ans après son achèvement), il s'essaie à prolonger le projet philosophique sartrien de L'Être et le Néant. Signés du pseudonyme André Gorz, ses deux premiers ouvrages publiés sont Le Traître (1958) et La Morale de l'histoire (1959). Dans le premier qui tient de l’autobiographie, de l’auto-analyse et de l’essai philosophico-politique, il théorise les conditions de la possibilité d’une auto-production de l’individu. Alors qu’il ébauche avec le second une théorie de l'aliénation à partir des écrits de jeunesse de Karl Marx.

### Autonomie et révolution
Au cœur de sa réflexion s’impose donc la question de l’autonomie de l’individu. Il en tire une conception profondément émancipatrice du mouvement social où la notion de développement de l’autonomie individuelle est perçue comme la condition sine qua non de la transformation de la société. Cette idée que libérations individuelle et collective se conditionnent mutuellement, il la partage avec Herbert Marcuse, ami personnel mais surtout grande figure d’une École de Francfort dont les différentes générations d’auteurs (Max Horkheimer, Theodor W. Adorno, Jürgen Habermas, Oskar Negt) constituent l’autre grand faisceau des auteurs qu'à partir des années 1980 il étudie (à défaut de s'en inspirer). En accord avec le projet que sous-tend l’approche francfortienne – dépasser l’économisme de l’analyse marxiste traditionnelle de la société –, il critique la soumission de la société aux impératifs de la raison économique. Le structuralisme, en raison de son postulat (la centralité de la structure) et de sa dénégation du sujet et de la subjectivité, fait l’objet de ses violentes critiques.
Son positionnement à la fois anti-institutionnel, anti-structuraliste et anti-autoritaire se retrouve dans la ligne qu’il défend dans la revue de Jean-Paul Sartre, Les Temps modernes, à partir de son entrée au comité de direction à la fin de 1960.
Dépassant ses attributions économiques de départ, il finit par assurer de fait la direction politique de la revue. Il s’y fait alors l’écho de la gauche du mouvement ouvrier italien que représentent le socialiste dissident et luxemburgiste Lelio Basso, le communiste et syndicaliste Bruno Trentin ou le dirigeant de la Confédération générale italienne du travail Vittorio Foa. S’imposant comme « le chef de file intellectuel de la tendance « italienne » de la Nouvelle gauche », il exerce une certaine influence sur les militants de l’UNEF et de la CFDT, notamment Jean Auger, Gilbert Declercq, Michel Rolant et Fredo Krumnow. Avec Stratégie ouvrière et néocapitalisme (1964), il s’adresse d’ailleurs spécifiquement aux mouvements syndicaux dans une exposition des différentes stratégies qui leur sont offertes et d’une critique sévère du modèle de croissance capitaliste. Il y développe les idées stratégiques de « contrôle ouvrier » et de « réformes révolutionnaires ». La même année, il quitte L'Express avec Serge Lafaurie, Jacques-Laurent Bost, K.S. Karol et Jean Daniel pour fonder Le Nouvel Observateur.
Alors qu’il poursuit son élaboration d’une théorie des réformes révolutionnaires dans Le Socialisme difficile (1967) et Réforme et révolution (1969), la vague de contestation soixante-huitarde le marque profondément. Sa vision existentialiste du socialisme entre en convergence avec ce spontanéisme gauchiste qui dénonce comment les différentes formes d’institutions (l’État, l’École, la Famille, l’Entreprise, etc.) limitent la liberté de l’homme. Les thèses d’Ivan Illich sur l’éducation, la technique, la médecine ou l’abolition du travail salarié, s’imposent bientôt au centre de sa réflexion. En 1969 il publie dans Les Temps modernes un des discours de ce penseur et il le rencontre au Nouvel Observateur en 1971, à l’occasion de la parution de son livre Une société sans école. En 1972, il traduit dans l’hebdomadaire une version résumée de La Convivialité (1973). Ses liens avec l’ancien prêtre se renforcent en 1974 lors d’un séjour à Cuernavaca (Mexique) dont il tire deux longs articles pour Le Nouvel Observateur au sujet de la médecine contre-productive.
Mais son évolution a des répercussions dans ses collaborations. Aux Temps modernes, dont il assume la responsabilité éditoriale depuis 1969, ses relations se dégradent au point, qu’en avril 1970, son article « Détruire l’Université » (avril 1970) provoque le départ de Jean-Bertrand Pontalis et de Bernard Pingaud. Il y dénonce aussi la tendance maoïste dans laquelle s’inscrit la revue depuis 1971. Et, en 1974, un désaccord au sujet d’un numéro consacré au groupe italien Lotta continua provoque sa mise en retrait de la revue pendant un temps. Si sa démission reste « longtemps sans effet », elle reflète, selon certains, son éloignement de Jean-Paul Sartre. De même, au Nouvel Observateur, il est écarté du service économique au profit d’économistes plus classiques tout en menant une campagne contre l’industrie nucléaire qui vaut au journal des pressions importantes de la part d’Électricité de France en termes de publicité. Le refus de l’hebdomadaire de lui accorder un numéro spécial sur le sujet l’amène même à publier son dossier dans un numéro à succès du magazine Que Choisir ?.
Ses évolutions vont de pair avec son investissement au sein d’un courant dit écosocialiste dont il s’affirme au fil de ses essais comme une figure majeure. C'est que Gorz reste aussi un très grand lecteur de Marx, notamment de l'Introduction générale à la critique de l'économie politique. Dans ce texte, Marx anticipe l'avènement d'un capitalisme dans lequel la force productive ne serait plus le travail, mais la cognition. Gorz, comme Michael Hardt et Toni Negri et bien d'autres, voit dans la robotisation et l'informatisation l'émergence d'un tel capitalisme, portant les prémices de son dépassement. Ainsi se comprend sa faveur pour les digital fabricators, à la fin de sa vie, une sorte d'artisanat high tech qu'il oppose vigoureusement à l'écologisme radical qui s'en prend à l'industrialisme d'une manière plus générale, sans faire d'exception pour les technologies de l'information et de la communication (ou TIC). Il partage avec les écosocialistes l'idée que l'écologisme « n'est pas une fin en soi, [mais] une étape » ; au mieux peut-il être d'une aide d'appoint vers le véritable but : la sortie du capitalisme.

### Écologie politique humaniste
Le mensuel écologiste Le Sauvage, fondé par Alain Hervé également fondateur de la section française des Amis de la Terre (1970), constitue à partir de 1973 un support de diffusion de ses idées sur l'écologie et ses relations avec le politique. Pilier d’un journal qu’il pousse à une plus grande politisation, il y publie occasionnellement des articles. Mais il joue surtout un rôle pionnier dans la diffusion de l'écologie politique en France avec son recueil d’articles Écologie et politique (1975) et l’essai Écologie et liberté (1977) qui constitue à lui seul « un des textes fondateurs de la problématique écologique ». Il y rompt avec une tradition marxiste exclusive qui critique les rapports de production sans remettre en cause les forces productives, destructrices du cadre de vie. Dans une esquisse de mariage entre marxisme et écologie où il semble s'écarter temporairement de ses présupposés existentialistes et phénoménologiques, il tente d’apporter une réponse alternative au capitalisme « vert » qui se met en place, en dénonçant les implications destructrices du paradigme productiviste qui reste inchangé.
Au travers d’une pensée fondamentalement anti-économiste, anti-utilitariste et anti-productiviste, il allie ce rejet de la logique capitaliste d’accumulation de matières premières, d’énergies et de travail à une critique du consumérisme amplifiée après sa lecture du rapport du Club de Rome sur les limites de la croissance. L’influence de Nicholas Georgescu-Roegen se fait ressentir dans la critique du marxisme courant comme découlant, au même titre que la tradition libérale, d’une pensée économique incapable de prendre en compte les externalités négatives de l'économie capitaliste. Son opposition à l’individualisme hédoniste et utilitariste autant qu’au collectivisme matérialiste et productiviste reflète l’importance qu’a chez lui la revendication des valeurs de la personne. Sa défense de l’autonomie de l’individu étant consubstantielle à sa réflexion écologiste, il s’attache, avec Illich et contre les courants environnementalistes systémistes, écocentristes et expertocrates, à défendre un courant humaniste pour qui la nature est « le milieu de vie » des humains.

### Anticapitalisme et critique de la valeur
Après Écologie et liberté, sa présentation de l’écologie comme un outil de transformation sociale radicale et frontale du capitalisme reflète une conception nettement plus anticapitaliste. Mettant l’accent sur la relation intrinsèque entre productivisme, totalitarisme et logique de profit, il affirme notamment un lien structurel entre crise écologique et crise capitaliste de suraccumulation. Il appelle alors à une « révolution écologique, sociale et culturelle qui abolisse les contraintes du capitalisme ». Mais il aspire aussi à réconcilier ce projet écologiste avec l’utopie ouvrière de l’abolition du salariat. Celle-ci est présente dans ses Adieux au prolétariat. Au-delà du socialisme (1980), contestation virulente du prométhéïsme marxiste et du culte du prolétariat (« la non-classe des prolétaires post-industriels » p. 91), contestation qui heurte les cercles de la gauche traditionnelle mais recueille un succès certain (20 000 exemplaires) auprès d’une génération pour qui les grandes centrales sont devenues des institutions ne répondant pas aux aspirations individuelles à une plus grande autonomie.
Le début des années 1980 marque sa rupture avec différents courants auxquels il avait été lié. Sa mise à l'écart au Nouvel Observateur l'amène à cesser sa collaboration à la fin de 1982. Son influence aux Temps modernes étant réduite à néant, il quitte la revue en 1983. Les différentes sensibilités socialistes et marxistes, rivées au productivisme, prennent leur distance à la suite du brûlot que sont les Adieux au prolétariat. Le secrétaire de la CFDT Edmond Maire, en passe de faire opérer à son syndicat un virage à droite, rompt avec lui en 1980. Il s'inscrit en faux contre les mouvements pacifistes et écologistes allemands lorsque, en 1983, il refuse de s’opposer à l’installation de missiles nucléaires américains en Allemagne de l'Ouest, arguant qu’ils avaient « placé la vie au-dessus de la liberté ».
Ses derniers ouvrages théoriques, Misères du présent, richesse du possible (1997) et L'Immatériel (2003), développent une analyse fine des évolutions récentes du capitalisme (défini par certains comme capitalisme cognitif ou économie du savoir), avec la disparition de la valeur travail et l'émergence de l'intelligence sociale comme génératrice de richesse. Alors que jusque-là, il avait plaidé pour un « revenu social » sur la base de la dissociation entre le revenu et le temps de travail vidé de sa qualité de mesure, il devint favorable, à partir de 1996 à l'instauration d'un revenu garanti suffisant indépendant du travail lui-même (qu'il appelle allocation universelle ou revenu d'existence).

Ces dernières années, les revues Multitudes et EcoRev (Revue critique d'écologie politique) ont publié plusieurs articles de lui. Entropia (Revue d’étude théorique et politique de la décroissance) a publié dans son numéro 2, en mars 2007, l'un de ses derniers textes, alors que son ultime article, écrit quelques jours avant sa mort pour la revue EcoRev, est le point de départ du numéro 28 de la revue : « Repenser le travail avec André Gorz ». Ecologica (2008), livre posthume, est composé de textes, récents et anciens, expressément choisis par son auteur. Il y réaffirme l'incompatibilité, déjà posée dans ses Adieux au prolétariat, entre écologie et système capitaliste : 

« Il est impossible d’éviter une catastrophe climatique sans rompre radicalement avec les méthodes et la logique économique qui y mènent depuis cent cinquante ans. […] La décroissance est donc un impératif de survie. Mais elle suppose une autre économie, un autre style de vie, une autre civilisation, d’autres rapports sociaux. »

On peut noter une nouvelle influence théorique durant les dernières années de sa vie, où André Gorz va s'intéresser au courant de ce que l'on appelle, en Allemagne, la Wertkritik (la critique de la valeur), c'est-à-dire à un nouveau courant de réinterprétation de la théorie critique de Marx, qui prétend dépasser les marxismes traditionnels (Voir Krisis, Manifeste contre le travail et Anselm Jappe, Les Aventures de la marchandise, Denoël, 2003). Il a notamment entretenu une longue correspondance avec les auteurs de la critique de la valeur Franz Schandl et Andreas Exner. André Gorz, au soir de sa vie, racontait ainsi dans une de ses dernières interviews : « Ce qui m'intéresse depuis quelques années, est la nouvelle interprétation de la théorie critique de Marx publiée par Moishe Postone chez Cambridge University Press. Si je peux faire un vœu, c'est de la voir traduite en même temps que les trois livres publiés par Robert Kurz ». Le livre de Postone, Temps, travail et domination sociale. Une réinterprétation de la théorie critique de Marx, a été traduit en français en 2009. À Andreas Exner, Gorz écrivait le 5 juillet 2007 que « c’est bien trop tard que j’ai découvert le courant de la critique de la valeur ».

### Sur la sobriété, la pauvreté et la misère
Gorz considérait la sobriété, également appelée simplicité volontaire, comme une nécessité pour lutter contre la misère. L'énergie étant limitée, la surconsommation des uns condamne les autres à la misère. En assurant à chacun l'accès à l'énergie qui lui est nécessaire, le principe de sobriété énergétique empêche les surconsommations injustes et polluantes.
Selon André Gorz, on est pauvre au Viêt Nam quand on marche pieds nus, en Chine quand on n'a pas de vélo, en France quand on n'a pas de voiture, et aux États-Unis quand on n'en a qu'une petite. Selon cette définition, être pauvre signifierait donc « ne pas avoir la capacité de consommer autant d'énergie qu'en consomme le voisin » : tout le monde est le pauvre (ou le riche) de quelqu'un.
En revanche on est miséreux quand on n'a pas les moyens de satisfaire des besoins primaires : manger à sa faim, boire, se soigner, avoir un toit décent, se vêtir. Toujours selon André Gorz, « pas plus qu'il n'y a de pauvres quand il n'y a pas de riches, pas plus il ne peut y avoir de riches quand il n'y a pas de pauvres : quand tout le monde est « riche » personne ne l'est ; de même quand tout le monde est « pauvre ». À la différence de la misère, qui est l'insuffisance de ressources pour vivre, la pauvreté est par essence relative. »,.

### Une idée forte de son œuvre
Selon  Céline Marty,, son projet émancipateur, d’inspiration libertaire, s’articule autour de l’idéal d’une autogestion de la vie, notamment du travail, des besoins et du temps. C’est à partir d’une critique du capitalisme qu’il voit comme générateur d’aliénation qu’il conçoit l’autogestion comme se trouvant du côté des solutions: Pour elle, sa philosophie s’organise donc  autour d’un problème central – l’aliénation – et d’une réponse – l’autogestion.
Sa critique de l’emploi hétéronome à partir de 1980 se fonde sur l’analyse phénoménologique du rapport subjectif à l’activité. Selon Céline Marty, Gorz construit sa pensée critique du capitalisme et du travail aliénant qui envisage l’autogestion comme une solution du fait de sa centration sur une seule question qui traverse son œuvre « « Quand suis-je moi-même, c'est-à-dire non pas le jouet ou le produit extérodéterminé de forces ou d’influences étrangères, mais l’auteur de mes pensées, actions, sentiments, valeurs, etc.1 ? » , dit autrement,  Comment le sujet pensant, le travailleur, peut-il reconnaitre comme sienne l’action telle qu’il la réalise, dans une situation et dans des conditions dont la détermination lui échappe ?
Cela répond à la nécessité de se défaire de l’aliénation et de la domination. Dans le contexte de l’œuvre de Gorz, les notions d’aliénation et de domination désignent plus génériquement des situations où le sujet est dépossédé de sa capacité d’agir ou du fruit de son action, de façon plus ou moins durable et instituée. Le concept d’aliénation insiste sur la dimension subjective, individuelle ou collective, et interroge les modalités de ces processus de dépossession ; tandis que celui de domination a un sens englobant d’une situation pour plusieurs sujets et les conditions de son maintien, notamment institutionnelles

## Mort
Le samedi 22 septembre 2007 dans sa maison de Vosnon (Aube), il se suicide à l'âge de 84 ans en même temps que son épouse, Dorine, atteinte d'une maladie dégénérative. Il lui avait fait le serment de partir avec elle et c'est à elle qu'il avait consacré en 2006 le livre Lettre à D. Histoire d'un amour, une ode à Dorine.
En 2013, son nom est donné à la promenade des Berges-de-la-Seine-André-Gorz (Paris) lorsque cette voie devient piétonnière.

## Publications
- Le Traître (« Avant-propos » de Jean-Paul Sartre), Paris, éditions du Seuil, 1958 ; édition augmentée : Paris, Gallimard, coll. « Folio Essais », 2005
- La Morale de l'histoire, Paris, Seuil, 1959
- Stratégie ouvrière et néocapitalisme, Paris, Seuil, 1964
- Le Socialisme difficile, Paris, Seuil, 1967
- Réforme et révolution, Paris, Seuil, 1969 Recueil comprenant Stratégie ouvrière et néocapitalisme ainsi qu'un chapitre de Le Socialisme difficile. Seule la préface est totalement originale[29].
- Critique du capitalisme quotidien, Paris, Galilée, 1973
- Écologie et Politique, Paris, Galilée, 1975 ; édition augmentée : Paris, Seuil, coll. « Points », 1978, qui ajoute le texte « Écologie et liberté » paru en 1977
- Écologie et liberté, Paris, Galilée, 1977
- Fondements pour une morale, Paris, Galilée, 1977
- Adieux au prolétariat, Paris, Galilée, 1980 ; édition augmentée : Paris, Seuil, 1981
- Les Chemins du paradis, Paris, Galilée, 1983. « Vingt-cinq thèses pour comprendre la crise et en sortir à gauche »[30].
- Métamorphoses du travail, quête du sens, Paris, Galilée, 1988 ; Paris, Gallimard, coll. « Folio Essais », 2004
- Capitalisme, socialisme, écologie, Paris, Galilée, 1991
- Misères du présent, richesse du possible, Paris, Galilée, 1997
- L'Immatériel, Paris, Galilée, 2003
- Lettre à D. Histoire d'un amour, Paris, Galilée, 2006 ; réédition : Paris, Gallimard, coll. « Folio », 2008
- Ecologica, Paris, Galilée, 2008. Recueil de textes de 1975 jusqu'à sa mort[31].
- Vers la société libérée, Paris, avec un CD-Audio, INA-Textuel, 2009, 76 p. (ISBN 978-2-84597-322-0)
- Bâtir la civilisation du temps libéré, Paris, Le Monde diplomatique/Les Liens qui libèrent, 2013
- Le Fil rouge de l'écologie. Entretiens inédits en français, édité et présenté par Willy Gianinazzi, Paris, Éditions de l'EHESS, 2015
- Éloge du suffisant, édité et commenté par Christophe Gilliand, Paris, Presses universitaires de France, 2019
- Penser l'avenir. Entretien avec François Noudelmann, Paris, La Découverte, 2019. Transcription d'un entretien radiophonique de 2005.

### Ouvrages collectifs
- Critique de la division du travail, Paris, Seuil, 1973
- Leur écologie et la nôtre. Anthologie d'écologie politique, édité et introduit par Françoise Gollain et Willy Gianinazzi, Paris, Seuil, 2020

## Radio

### Disponible
- 2011-06-10 et 2011-06-11 : France Inter diffuse deux émissions sur le thème « André Gorz, un penseur pour le XXIe siècle » ; 10 juin 2011 et 11 juin 2011.
- 2012-11-20 : France Inter rediffuse un entretien sur le thème « André Gorz, sortir du capitalisme », dans le cadre de l'émission Là-bas si j'y suis, animée par Daniel Mermet.
- Mathieu Vidard, André Gorz, une écologie libertaire et émancipatrice, France inter, La Tête au carré, 28 mai 2025, écouter en ligne.

### Indisponible
- 2005-10-14 : France Culture diffuse un entretien avec François Noudelmann le 14 octobre 2005 (« Philosophie en situations : André Gorz, philosophe d'avenir »), précédé d'un entretien avec Marc Kravetz. André Gorz revient sur son parcours philosophique, depuis les Fondements pour une morale écrits juste après-guerre jusqu'à L'Immatériel paru en 2003.
- 2006-12-06 : France Culture diffuse un portrait d'André Gorz sur le thème « Autour de Lettre à D. Avec André Gorz et D. », le 20 décembre 2006, dans l'émission Surpris par la nuit, réalisée par Gaël Gillon et produite par Béatrice Leca. Rediffusée le mercredi 28 septembre 2007.
- 2007-09-28 : France Culture. « Ciné, télé, internet, mobile : quatre écrans pour quelle image ? », dans l'émission Place de la toile. Thomas Baumgartner évoque L'Immatériel, livre paru en 2003 chez Galilée dans lequel André Gorz traite du web, du capitalisme mondialisé et du logiciel libre.
- 2017-12-25 : France Inter diffuse un portrait d'André Gorz en 5 émissions de 50 minutes du 25 au 29 décembre 2017, dans le cadre de l'émission L'heure bleue.

### Filmographie
- Charline Guillaume, Victor Tortora, Julien Tortora et Pierre-Jean Perrin, Lettre à G. - Repenser la société avec André Gorz, autoproduction[34].
- Virginie Meunier, Il s'agit de quitter la terre, 2014.

### Théâtre
- Doreen de David Geselson, pièce autour de Lettre à D. Histoire d'un amour, création 2016. Texte publié aux éditions Lieux-Dits.